# فناسیل برمید
فناسیل برمید (به انگلیسی: Phenacyl bromide) یک ترکیب شیمیایی با شناسه پاب‌کم ۶۲۵۹ است. شکل ظاهری این ترکیب، جامد بی رنگ است.